# 筒井年峰
筒井 年峰（つつい としみね、文久3年〈1863年〉7月 ‐ 昭和9年（1934年）頃）とは、明治時代の浮世絵師。

## 来歴
月岡芳年の門人。本名は筒井勇蔵。年峰、年峯と号す。播磨国伊丹の商家に生まれる。茅場町に商業見習いに上京したが、小児の時から絵画好きで、常にいたずら書きをしていた。明治20年頃、工芸共進会に行ってますます絵画に親しむようになり、朝6時前と夕6時以降の余暇には勝手稽古で作画を楽しんでいた。そのうち、河鍋暁斎の門に入ろうとするも、暁斎はむやみに弟子をとらぬ流儀であったので、25歳のときに芳年の門下となり、また別に四条派の旭峰（きょくほう）という人にも学んでいる。作画期は明治20年代以降で、画風は菊池容斎風であった。主に明治24年（1891年）から明治26年（1893年）までの二三年間は大坂で新聞の挿絵を描いており、その後、東京に帰って『時事新報』に入社した他、明治28年（1895年）創刊の雑誌『文芸倶楽部』の口絵を明治45年まで多く描いており、同誌木版口絵時代の初期から末期までの18年間にわたって携わる。また、『新小説』編集室に在籍したことも有り、硯友社所属の作家の口絵を多数描いている。木版口絵界において武内桂舟、水野年方、富岡永洗、梶田半古、鈴木華邨、尾形月耕らと伍する巻頭口絵画家であった。ほかに明治28年（1895年）刊行の福地桜痴作の『豊島嵐』の挿絵などが知られている。明治34年（1901年）頃から絵の研究のため、写真術の研究に努めた。明治43年（1910年）、東京赤坂青山北町に住んだという。明治31年に向島百花園に建立された月岡芳年翁之碑に芳年門人として細木年一、水野年方、右田年英、金木年景、稲野年恒、山崎年信、木藤年延らとともに筒井年峰の名前がみられる。年峰の口絵は浮世絵出身でありながらも洗練された洋風のセンスを持っていたこと及び、その線の強さから、外国人に特に人気のある口絵画家であったことは特筆される。

## 作品

### 錦絵
- 「紅葉と女」　石川県立美術館所蔵
- 「年の市」　石川県立美術館所蔵

### 口絵
- 「京の猫」　三宅青軒作　『文芸倶楽部』第1巻13編　明治28年
- 「紅惨緑悲」　『文芸倶楽部』第4巻7編　明治31年
- 「瀧の川」『文芸倶楽部』第9巻15号　明治36年
- 「萩と月」　『文芸倶楽部』第11巻11号　明治38年
- 「あぢさい」　『文芸倶楽部』第12巻8号　明治39年
- 「年の市」　『文芸倶楽部』第13巻16号　明治40年
- 「花の下」　『文芸倶楽部』第14巻6号　明治41年
- 「春水」　『文芸倶楽部』第15巻5号　明治42年
- 「返り咲き」　『文芸倶楽部』第15巻14号　明治42年
- 「とうろう」　『文芸倶楽部』第16巻9号　明治43年
- 「山駕籠」　『文芸倶楽部』第17巻10号　明治44年
- 「祭りの夜」　『文芸倶楽部』第18巻8号　明治45年
- 『天目山』 西村天囚作 梅原忠義版 明治24年
- 『落武者』 渡辺霞亭作 図書出版、明治26年
- 『網代木』 渡辺霞亭作 図書出版、明治26年
- 『お家騒動』 渡辺霞亭作 図書出版、明治26年
- 『金屏風』 渡辺霞亭作 図書出版、明治26年
- 『渡辺勘兵衛』 渡辺霞亭作 図書出版、明治26年
- 『文人懺悔物語』 須藤南翠作 鈴木常松版 明治27年
- 『豊島嵐』 福地桜痴作 春陽堂、明治28年
- 『鳰の浮巣』 宮崎三昧作 春陽堂、明治29年
- 『冠弥左衛門』 泉鏡花作 宋栄堂、明治29年
- 『猿大尽』 巌谷小波作 宋栄堂、明治29年
- 『春色二本柳』 巌谷小波作 桃華堂、明治29年
- 『新華族』 巌谷小波作 駸々堂、明治29年
- 『幸堂滑稽談』 幸堂得知作 博文館、明治29年
- 『新かまわぬ坊』 江見水蔭作 吉岡書店 明治30年
- 『紀行八種』 西村天囚作 誠之堂、明治32年
- 『日出島老松の巻』 村井弦斎作 春陽堂、明治32年
- 『槍一筋』 村井弦斎作 春陽堂、明治33年
- 『腕くらべ』 前田曙山作 春陽堂、明治33年
- 『名物男』 小栗風葉作 春陽堂、明治33年
- 『江島道』 江見水蔭作 春陽堂、明治34年
- 『奇美人』 小栗風葉作 嵩山堂、明治34年
- 『恋無常』 小栗風葉作 嵩山堂、明治35年
- 『神出鬼没』前後 川上眉山作 嵩山堂、明治35年
- 『釣道楽』 村井弦斎作 春陽堂、明治35年
- 『青春怨』 川上眉山作 春陽堂、明治36年
- 『おもかげ』 武田仰天子作 嵩山堂、明治36年